# Provinz Caranavi
Caranavi ist eine von zwanzig Provinzen im östlichen Teil des bolivianischen Departamento La Paz.

## Lage
Die Provinz liegt auf dem bolivianischen Altiplano östlich des Titicacasees am Oberlauf des Río Beni und grenzt im Nordwesten an die Provinz Larecaja, im Südwesten an die Provinz Murillo, im Süden an die Provinz Nor Yungas und im Osten und Nordosten an die Provinz Sud Yungas.
Die Provinz erstreckt sich zwischen etwa 15° 20' und 16° 03' südlicher Breite und 67° 07' und 67° 42' westlicher Länge, sie misst von Norden nach Süden 75 Kilometer, von Westen nach Osten 55 Kilometer.

## Bevölkerung
Die Einwohnerzahl der Provinz Caranavi ist in den vergangenen drei Jahrzehnten um die Hälfte angestiegen:
| Jahr | Einwohner | Quelle       |
| ---- | --------- | ------------ |
| 1992 | 43 093    | Volkszählung |
| 2001 | 51 153    | Volkszählung |
| 2012 | 59 365    | Volkszählung |
| 2024 | 69 533    | Volkszählung |

40,6 Prozent der Bevölkerung sind jünger als 15 Jahre. (1992)
Der Alphabetisierungsgrad in der Provinz beträgt 83,1 Prozent. (1992)
92,7 Prozent der Bevölkerung sprechen Spanisch, 71,6 Prozent sprechen Aymara, und 11,1 Prozent Quechua. (1992)
88,7 Prozent der Bevölkerung haben keinen Zugang zu Elektrizität, 65,6 Prozent leben ohne sanitäre Einrichtung (1992).
68,0 Prozent der Einwohner sind katholisch, 22,9 Prozent sind evangelisch (1992).

## Gliederung
Die Provinz Caranavi ist in die folgenden beiden Verwaltungsbezirke (bolivianisch: Municipios) untergliedert:
- 02-2001 Municipio Caranavi – 59.034 Einwohner (Volkszählung 2012)
- 02-2002 Municipio Alto Beni – 10.499 Einwohner

## Ortschaften in der Provinz Caranavi
- Municipio Caranavi
  - Caranavi 13.569 Einw. – Taypiplaya 1783 Einw. – Alcoche 878 Einw. – Colonia Bautista Saavedra 731 Einw. – Cruz Playa 562 Einw. – Santa Fe 344 Einw. – Choro 117 Einw. – Chojña 114 Einw. – San Pedro de Caranavi 33 Einw.

- Municipio Alto Beni
  - San Antonio de Eduardo Avaroa 884 Einw. – Sararia 400 Einw. – Puerto Carmen 373 Einw. – Villa El Porvenir 364 Einw. – Caserío Nueve 336 Einw. – Villa Litoral 238 Einw. – Bella Vista 217 Einw. – Villa Piquendo 169 Einw. – Nueva Collasuyo 160 Einw. – Santa Rosa 107 Einw.